# Trek-Segafredo/2018
Deze pagina geeft een overzicht van de Trek-Segafredo-wielerploeg in  2018.

## Algemeen
Sponsors: Trek, Segafredo Zanetti
Algemeen Manager: Luca Guercilena
Teammanager: Alain Gallopin
Ploegleiders: Kim Andersen, Adriano Baffi, Dirk Demol, Steven de Jongh, Luc Meersman, Jaroslav Popovytsj
Fietsen: Trek
Materiaal: Shimano

## Renners
| Naam               | Geboortedatum | Nationaliteit    | Ploeg 2017                |
| ------------------ | ------------- | ---------------- | ------------------------- |
| Eugenio Alafaci    | 09-08-1990    | Italië           |                           |
| Fumiyuki Beppu     | 10-04-1983    | Japan            |                           |
| Julien Bernard     | 17-03-1992    | Frankrijk        |                           |
| Gianluca Brambilla | 22-08-1987    | Italië           | Quick-Step Floors         |
| Matthias Brändle   | 07-12-1989    | Oostenrijk       |                           |
| Nicola Conci       | 05-01-1997    | Italië           | stagiair (vanaf 1-8-2017) |
| Gregory Daniel     | 08-11-1994    | Verenigde Staten |                           |
| John Degenkolb     | 07-01-1989    | Duitsland        |                           |
| Laurent Didier     | 19-07-1984    | Luxemburg        |                           |
| Niklas Eg          | 06-01-1995    | Denemarken       | Team Virtu Cycling        |
| Fabio Felline      | 29-03-1990    | Italië           |                           |
| Alex Frame         | 18-06-1993    | Nieuw-Zeeland    | JLT Condor                |
| Michael Gogl       | 04-11-1993    | Oostenrijk       |                           |
| Tsgabu Grmay       | 25-08-1991    | Ethiopië         | Bahrain-Merida            |
| Ruben Guerreiro    | 06-07-1994    | Portugal         |                           |
| Markel Irizar      | 05-02-1980    | Spanje           |                           |
| Koen de Kort       | 08-09-1982    | Nederland        |                           |
| Bauke Mollema      | 26-11-1986    | Nederland        |                           |
| Ryan Mullen        | 07-08-1994    | Ierland          | Cannondale-Drapac         |
| Giacomo Nizzolo    | 30-01-1989    | Italië           |                           |
| Jarlinson Pantano  | 19-11-1988    | Colombia         |                           |
| Mads Pedersen      | 18-12-1995    | Denemarken       |                           |
| Grégory Rast       | 17-01-1980    | Zwitserland      |                           |
| Kiel Reijnen       | 01-06-1986    | Verenigde Staten |                           |
| Toms Skujiņš       | 15-06-1991    | Letland          | Cannondale-Drapac         |
| Peter Stetina      | 08-08-1987    | Verenigde Staten |                           |
| Jasper Stuyven     | 17-04-1992    | België           |                           |
| Boy van Poppel     | 18-01-1988    | Nederland        |                           |

### Stagiairs
Vanaf 1 augustus 2018
| Naam             | Geboortedatum | Nationaliteit | Vorige ploeg    |
| ---------------- | ------------- | ------------- | --------------- |
| Matteo Moschetti | 14-08-1996    | Italië        | Polartec Kometa |
| Michel Ries      | 11-03-1998    | Nederland     | Polartec Kometa |

### Vertrokken
| Naam             | Geboortedatum | Nationaliteit | Ploeg 2018                    |
| ---------------- | ------------- | ------------- | ----------------------------- |
| André Cardoso    | 03-09-1984    | Portugal      | ?                             |
| Marco Coledan    | 22-08-1988    | Italië        | Wilier Triestina-Selle Italia |
| Alberto Contador | 06-12-1982    | Spanje        | gestopt (per 10-09-2017)      |
| Jesús Hernández  | 28-09-1981    | Spanje        | gestopt                       |
| Haimar Zubeldia  | 01-04-1977    | Spanje        | gestopt (per 29-07-2017)      |
| Edward Theuns    | 30-04-1991    | België        | Team Sunweb                   |

## Overwinningen
| Ronde van San Juan 3e etappe (ITT): Ryan Mullen 7e etappe: Giacomo Nizzolo Trofeo Campos-Porreres-Felanitx-Ses Salines Winnaar: John Degenkolb Trofeo Lloseta-Andratx Winnaar: Toms Skujiņš Trofeo Palma Winnaar: John Degenkolb Herald Sun Tour 2e etappe: Mads Pedersen Internationale Wielerweek 2e etappe: Bauke Mollema Ronde van Catalonië 5e etappe: Jarlinson Pantano | Ronde van Californië 3e etappe: Toms Skujiņš Bergklassement: Toms Skujiņš Fyen Rundt Winnaar: Mads Pedersen Ronde van Frankrijk 9e etappe: John Degenkolb BinckBank Tour 4e etappe: Jasper Stuyven Ronde van Poitou-Charentes in Nouvelle-Aquitaine Jongerenklassement: Michael Gogl Grote Prijs van Wallonië Winnaar: Jasper Stuyven Grote Prijs Jef Scherens Winnaar: Jasper Stuyven | Eurométropole Tour Winnaar: Mads Pedersen Grote Prijs Bruno Beghelli Winnaar: Bauke Mollema Ronde van de Drie Valleien Winnaar: Toms Skujiņš Nationale kampioenschappen wielrennen Ethiopië - tijdrit: Tsgabu Grmay Ierland - tijdrit: Ryan Mullen Letland - tijdrit: Toms Skujiņš |

Mannen: 2011 · 2012 · 2013 · 2014 · 2015 · 2016 · 2017 · 2018 · 2019 · 2020 · 2021 · 2022 · 2023 · 2024 · 2025
Vrouwen: 2019 · 2020 · 2021 · 2022 · 2023 · 2024 · 2025
AG2R-La Mondiale · Astana Pro Team · Bahrain-Merida · BMC Racing Team · BORA-hansgrohe · Groupama-FDJ · Lotto Soudal · Mitchelton-Scott · Movistar Team · Quick-Step · Team Dimension Data · Team EF Education First-Drapac p/b Cannondale · Team Katjoesja Alpecin · Team LottoNL-Jumbo · Team Sky · Team Sunweb · Trek-Segafredo · UAE Team Emirates